# Zangba
Zangba ist ein Ort und ein gleichnamiger Landkreis (Unterpräfektur) in der Präfektur Basse-Kotto in der Zentralafrikanischen Republik.

## Geographie
Die Unterpräfektur erstreckt sich an der südlichen Grenze zur Demokratischen Republik Kongo entlang des Ubangi. Sie grenzt im Osten an die Sub-Präfekturen Alindao und Mobaye, sowie an Kouango in der Präfektur Ouaka. Am Südufer des Ubangi erstreckt sich Nord-Ubangi in der Demokratischen Republik Kongo.
Der namengebende Ort liegt mit Dikélé, Gombé und Voumou im Süden, direkt am Ufer des Ubangi.

## Klima
Das Klima entspricht dem der immerfeuchten Tropen.